# Bolitophila austriaca
Bolitophila austriaca är en tvåvingeart som först beskrevs av Mayer 1950.  Bolitophila austriaca ingår i släktet Bolitophila och familjen smalbensmyggor. Arten är reproducerande i Sverige. Inga underarter finns listade i Catalogue of Life.